# Bagnoli-Agnano Terme
Bagnoli-Agnano Terme (wł: Stazione di Bagnoli-Agnano Terme) – przystanek kolejowy w Neapolu, w regionie Kampania, we Włoszech. Znajdują się tu 2 perony. Jest to również stacja na linii 2 metra.